# リヒャルト・クレープス
エルトマン・ヘルマン・リヒャルト・クレープス（Erdmann Herrmann Richard Klebs、1850年3月30日 - 1911年6月20日）は、ドイツの地質学者、薬理学者である。琥珀の収集・研究を行ったことで知られる。

## 略歴
東プロイセンのKreis Lyckの地主の息子に生まれた。ケーニヒスベルク大学で薬学を学び博士号を得た。ケーニヒスベルクの学術団体Physikalisch-Ökonomische Gesellschaftで働きながら、地質学を研究した。東西プロイセンの地質図を作り、バーデン＝ヴュルテンベルク州のテンゲンの先史遺物の発掘を行った。一方で生物の混入した琥珀に興味を持ち、琥珀の商業的採掘を始めたシュタンティエン・ウント・ベッカー社の社主に琥珀の科学的重要性を理解させ博物館を作らせた。1902年にはロシア皇帝ニコライ2世に招かれ、琥珀のコレクションの再建を監修した。後半生はケーニヒスベルク博物館（Provinzialmuseums Königsberg）の学芸員を務めた。
生涯を通じて、27,000点近くの琥珀のコレクションを作りあげ、その中にはノミやトカゲが閉じ込められた希少なものも含まれる。コレクションは没後、国に買い上げられ、ゲッティンゲン大学の地質、古生物学研究所（Institut und Museum für Geologie und Paläontologie :IMGP)に保存されている。
琥珀から発見された昆虫、Palaeopsylla klebsianaに献名されている。

## 著作
- Der Bernstein. Seine Gewinnung, Geschichte und geologische Bedeutung. Erläuterung und Catalog der Bernstein-Sammlung der Firma Stantien & Becker. Königsberg 1880.
- Gewinnung und Verarbeitung des Bernsteins. Königsberg 1883.
- Der Bernsteinschmuck der Steinzeit von der Baggerei bei Schwarzort und anderen Lokalitäten Pressens. In: Beiträge zur Naturkunde Preussens. Königsberg 1882.
- Die Handelssorten des Bernsteins. In: Jahrbuch der königlich preussischen geologischen Landesanstalt. Berlin 1882
- Über Bernsteineinschlüsse im Allgemeinen und die Coleopteren meiner Bernsteinsammlung. In: Schriften der Physikalisch-ökonomischen Gesellschaft zu Königsberg i.Pr. Nr. 51, Königsberg 1910.